# Бойчо воєвода
Бойчо воєвода (болг. Бойчо войвода; Бойчо Цеперански) — відомий болгарський гайдук, революціонер і воєвода, активний учасник збройного антиосманського опору у XIX ст. Бойчо воєвода гайдукував більше 27 років, був діяльним учасником антиосманського повстання у Фракії 1829 року, командувач болгарськими загонами протягом Російсько-турецької війни 1828—1829 років, Кримської війни 1856 року. Його учнями у гайдуцькій діяльності були відомі в подальшому гайдуки Филип Тотю, Панайот Хитов, Димитир Каличліята та багато інших. Створив один з відомих «законів про гайдуцтво», де були встановлені правила для гайдуків, які по суті відрізняли їх від звичайних розбійників.

## Життєпис
Бойчо народився близько 1802 року в трявненских хатинах Цепераните болг. колиби Цепераните, які нині входять до Вонешта Вода. Тому його часто називали — Бойчо Цеперански. Його батько був гайдуком, просидів 9 років у османській в'язниці, був вбитий османами, коли Бойчо виповнилось 7 років, його старшому брату Петиру — 12, а молодшому Івану (якого згідно з церковними записами хрестили як Георги) — 3 роки. 
Бойчо, як батько та його брати, став гайдуком. Спочатку він був четником у четі (загоні) Цоньо з Драгуданово, якого називали «бородатим воєводою» (болг. брадатият войвода) або «Цоньо бородатим», що діяв протягом 1810—1825 рр. на Балканах. Бойчо пройшов добру підготовку у такого воєводи, який провів близько 100 боїв з османами та втратив мертвими лише 2-х своїх гайдуків. Ще він гайдуцтвував у четі Маньо Киршака.

### Гайдуцтво під час Російсько-турецької війні 1828—1829 років
Потому Бойчо разом з братами організував болгарський військовий загін та прибув у розпорядження царської російської армії. Загін взяв участь у Російсько-турецькій війні 1828—1829 років, у облозі Силістри, боях за забезпечення руху армії до Шумена, при проході через гірські перевали у 1829 році. Разом з казаками загін Бойчо воєводи проводив розвідувальні рейди, часто діяв як авангард армії. Одного разу загін вступив у прямий бій проти башибузуцького табору (військова одиниця, яка дорівнює за кількістю вояків сучасному батальйону). При цьому кількість болгарських вояків дорівнювала сучасній роті. Бойчо вдалими діями вдалося розгромити супротивника, у якого було вбито 50 башибузуків, а інші спаслися панічною втечею від болгар.
Під час повстання у Тракії в 1829 році чета Бойчо воєводи проводила активні бойові зіткнення на південь від Балкану, коли успішно знищувала османські загони з харчами та одежею, нападала на башибузуцькі банди і постачала повсталим потрібну їм зброю.

### Участь у повстанні Георги Мамарчева і ув'язнення в Сибіру
Після Одринського миру (вересень 1829 року), який абсолютно зігнорував сподівання болгар, багато болгар були змушені піти з болгарських земель за росіянами у Бессарабію. Роздратований Бойчо воєвода приєднався до загону у 500 вояків Георги Мамарчева задля того, аби рушити у Болгарію та підняти повстання у районах поблизу Велико Тирново, маючи за мету оголосити про незалежність Болгарії. Спроба була придушена у зародку російською владою. Були відправлені 200 казаків, які заарештували Мамарчева та інших керівників повстання. Коли Бойчо не схотів роззброїти свою чету, заарештували і його разом з двома його братами. Вони були осуджені на ув'язнення до Сибіру. Протягом 2-х років брати відбували це ув'язнення у фортеці, але одного разу змогли звідти втекти. При цьому молодший брат Бойчо — Іван загинув, адже зламав ногу і не міг бігти разом з братами. Є свідчення, що Бойчо, аби позбавити Івана страждань, сам його вбив. Бойчо через Персію і Цариград повернувся врешті решт до Болгарії разом з братом Петиром, за допомогою якого він зібрав нову чету і продовжив свою гайдуцьку діяльність.

### Гайдуцька діяльність у 1832—1856рр.
Після весілля та переселення до Провадії Бойчо воєвода діяв не тільки в межах Балканів, але за свідченнями Панайота Хитова, який тоді був у нього четником, боровся з османами «від Видину до Варни, а від Варни аж до Цариграду». 
У 1848 році Бойчо створив правила для гайдуків — своєрідний статут, за яким мали діяти гайдуки. Є свідчення, що четник Бойчо Філіп Тотю розказав про ці записи Георги Раковски, які той поклав як підґрунтя «Тимчасового закону про народні лісові чети влітку 1867».Записав Бойчо (а може надиктував комусь з своїх четників) правила у маленький записник. Згідно легенди, у записнику Бойчо намалював мапу і дав опис місцезнаходження того скарбу, якого він зібрав за часів свого гайдуцтва і сховав 1848 року десь у Балканських горах
За спогадами Панайота Хитова Бойчо тоді одного разу викрав казанлицького багатого торговця Маноглу і тримав його тривалий час задля отримання за нього великого викупу, щоб роздати селянам, адже цей торговець до того захопив багато худоби селян та її продав, аби отримати неправедний зиск.

### Участь у Кримській війні та загибель
За часів Кримської війни (1853—1856) Бойчо воєвода заради Болгарії забув про російські знущання, знову з четою став добровольцем у російській армії і взяв участь у облозі Силістри влітку. Після відходу російської армії з території Болгарії у липні 1856 року Бойчо не припинив боротьбу і розпочав самостійні дії проти османів у Балканських горах. Він дав поштовх до того, що й інші чети приєднались до військових дій і створили цілу гайдуцьку армію в тилу османських військ. Фактично проти османів була розпочата повноцінна партизанська війна, яка безперечно надала допомогу осадженим османами та західноєвропейськими військовими частинами російським військам у Севастополі. Це змусило сливенського бея Зейнил пашу розгорнути широкомасштабну війну проти гайдуків на Балкані, де відбулись значні бої. Після зради чета Бойчо була оточена, і сам Бойчо воєвода загинув у бою з османами в місцевості Косов камик біля колиби Череша або біля Белі бук на перевалі Хаїнбоаз на початку липня 1856 року.

## Правила Бойчо воєводи
Записані у невеликому записнику, це є скоріше не статут, а поради для гайдуків як вцілити.
Згідно записника Бойчо радив гайдукам завжди мати у жерстяній маленькій коробці, яку можна ховати в гаманці, губку, яка здатна всмоктати не менше ніж «половину ока» води. Коли буде скрутно і поряд не буде джерела, смоктання губки зменшить спрагу та спасе гайдука від смерті. Вранці губку слід виставляти на повітря, аби вона ввібрала росу. Також з метою зменшення спраги воєвода радив взяти у рота і смоктати або кулю, або олов'яний круглячок, що також може допомогти на певний час зменшити це відчуття. У гаманці також мали бути ганчірки для зупинення кровотечі, губки для всмоктування крові, так званий гайдуцький корінь для загоєння ран. Ці поради були перевірені Бойчо на практиці під час його тривалої та складної втечі з російського ув'язнення. Воєвода також радив гайдукам, що якщо їм потрібно буде заночувати поза житлом, то гайдук мав прокинутися вранці на такому високому місці, звідки буде добрий огляд оточуючої місцевості і можливість достатньо великого куту обстрілу зверху. Гайдук мав добре знати місцевість, де діяв, усі шляхи, стежини, водні джерела. Він мав добре орієнтуватися вночі по зірках, щоб знаходити шлях. Воєвода вимагав від таких, як він, воєвод, щоб вони у жодному разі не водили пити своїх четників-гайдуків до однієї і тої ж криниці, аби зарадити можливості їх загибелі через отруєння води, як це відбулося з декількома четами. Не починати рух загону вранці, допоки є роса, аби не виказати своє місцеположення по слідах. Увечері воєвода не мав права лягати спати до того часу, як перевірить вартових.

### Пам'ять про Бойчо воєводу
На честь Бойчо названі багато вулиць, зокрема у Софії, Трявні, Велико Тирново, Варні тощо. Про воєводу у 1843 році Христо Даскалов написав поему «Бойчо войвода». Були написані й інші вірші, пісні, оповідки.